# Vorwärts-Rasensport Gleiwitz
Maillots
Le Vorwärts-Rasensport Gleiwitz fut un club allemand de football localisé dans la ville de Gleiwitz (aujourd’hui Gliwice en Pologne) en Haute-Silésie.

## Histoire
À l’origine, le club fut fondé, en 1878, en tant que société gymnique sous l’appellation Turnverein Vorwärts Gleiwitz. Une section football fut constituée en 1910. Celle-ci devint indépendante vers 1923 sous la dénomination  Sport-Club Vorwärts Gleiwitz.
En 1926, le club fusionna avec le Rasensportverein 1909 Gleiwitz pour former le Sportvereinigung Vorwärts-Rasensport Gleiwitz.
Le club était affilié dans la Sudostdeutschen Fussballverbandes et évolua dans les ligue inférieures de cette fédération. Dans les années 1920 et 1930, la SVRa Gleiwitz progresse quelque peu dans la hiérarchie. 
Après l’arrivée au pour des Nazis, les compétitions sportives furent totalement réorganisées et en particulier celles du Football. La SVRa Gleiwitz fut un des fondateurs d’une des seize Gauligen imposée par le régime hitlérien: la Gauliga Silésie dont il fut quatre fois champion.
Le premier tour de la phase finale du championnat national fut joué par groupes de trois ou de quatre de 1934 à 1941. En 1935, le SVrA Gleiwitz termina 3e. Mais en 1936, il décrocha la 4e place nationale. Après avoir remporté le Groupe B devant le SV Werder Bremen, Eimsbütteler TV et SV Viktoria 09 Stolp, le club de Haute-Silésie fut battu en demi-finales, il fut battu par le Fortuna Düsseldorf (3-1). Il fut ensuite écrasé (8-1) par Schalke 04.
En 1938, Gleiwitz fut dernier sur quatre de son groupe remporté par le Fortuna Düsseldorf. En 1939, le SVRa échoua à 2 points de Schalke 04. En 1941, le club termina deuxième d’un sous-groupe de trois derrière le Rapid Vienne.
Après la scission de la Gauliga Silésie, le Beuthener SuSV joua dans la Gauliga Haute-Silésie. 
Après la chute et la capitulation de l’Allemagne nazie, la Silésie fut attribuée à la Pologne. Comme la quasi-totalité des clubs et associations allemands de cette région, le SV Vorwärts-Rasensport Gleiwitz fut dissous et disparut.

## Palmarès
- Champion de Gauliga Silésie: 4 (1935, 1936, 1938, 1939)
- Champion de Gauliga Haute-Silésie: 1 (1940)
- Champion de la Division Haite-Silésie (équivalent D2): 2 (1924, 1927)

## Anciens joueurs
- Richard Kubus
- Ewald Lachmann
- Ernst Plener
- Reinhard Schaletzki
- Ewald Urban
- Jerzy Wostal